# Krosno Odrzańskie
Krosno Odrzańskie (tysk: Crossen an der Oder, nedersorbisk Krosyn) er en by på østsiden af Oder-floden ved sammenløbet med Bober. Byen, der ligger i vest-Polen, har 12.500 indbyggere (2002) og er hovedbyen i powiat krośnieński i Lubusz voivodskab (siden 1999), tidligere en del af Zielona Góra voivodskab (1975-1998).